# Đảng Tân Tiến Bộ (Hàn Quốc)
Đảng Tân Tiến Bộ (tiếng Triều Tiên: 진보신당) là một đảng chính trị cánh tả ở Hàn Quốc. Đảng Tân Tiến Bộ được thành lập bởi một số thành viên Đảng Dân chủ Lao động Hàn Quốc (được biết đến Phái Dân chủ nhân dân) những người còn lại bên trong phản ứng đối với các phe dân tộc thống trị Hàn Quốc.
Chủ tịch đảng hiện nay là Roh chan-Hoe, được bầu trong cuộc bầu cử Quốc hội năm 2004 như một thành viên của Đảng Lao động Dân chủ, tuy nhiên không phải bầu lại.
Đảng này không có ghế trong Quốc hội Hàn Quốc trong cuộc tổng tuyển cử năm 2008. Vào thời điểm đó, Roh Hoe-chan đã được dự kiến giành được một ghế, vì ông đã người ta đã xác nhận ông giành được ủng hộ trong hầu hết các cuộc điều tra trước bầu cử.
Đảng Tân Tiến Bộ cố gắng có ghế trong cuộc bầu cử phụ ngày 29 tháng 4 năm 2009. Ulsan Buk-gu là một trong những người dự kiến sẽ giành được ghế vì công nhân lao động nhiều người sống trong khu vực đó. Đảng này đã đề cử Cho Seung-soo, cựu AM tại Ulsan Buk-gu, năm 2005. Đảng Tân Tiến Bộ đã đàm phán với Đảng Lao động Dân chủ để đề cử các ứng cử viên duy nhất trước khi tiến bắt đầu bởi-bầu cử. Đảng Tân Tiến Bộ và Đảng Lao động Dân chủ đàm phán cuối cùng ứng cử viên duy nhất và kết quả là Cho đã trở thành ứng cử viên duy nhất tiến bộ tranh cử với ứng cử viên bảo thủ. Trong cuộc bầu cử ngày 29 tháng 4-by, Cho đánh bại GNP (Đảng Quốc Đại) ứng cử viên và cuối cùng Đảng Tân Tiến Bộ giành được một chỗ trong Quốc hội Hàn Quốc.